# Footloose (singel)
Footloose – singel amerykańskiego piosenkarza Kenny’ego Logginsa wydany 28 stycznia 1984 roku. Utwór napisali Loggins i Dean Pitchford, zaś za produkcję odpowiadali Loggins i Lee DeCarlo. Piosenka znalazła się na ścieżce dźwiękowej do filmu Footloose z 1984 roku oraz musicalu o tym samym tytule z 1988 roku.
Utwór dotarł do pierwszego miejsca notowania Billboard Hot 100, zajął też czwarte miejsce na liście przebojów 1984 roku. Singiel uplasował się też na pierwszym miejscu list przebojów w Australii i Nowej Zelandii.
W 1985 roku utwór był nominowany do Nagrody Akademii Filmowej w kategorii „Najlepsza piosenka oryginalna”.

## Lista utworów
7” winyl
1. „Footloose” – 3:46
2. „Swear Your Love” – 3:56